# Combs de Sent Estève
Combs (en francès Comps) és un municipi francès situat al departament del Gard i a la regió d'Occitània.